# Batalla de Lenzen

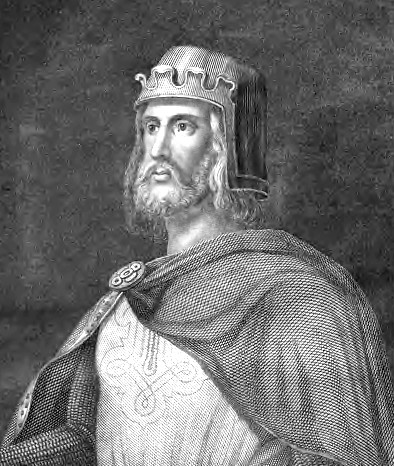
Ilustración de Enrique I de Sajonia

La Batalla de Lenzen fue una batalla terrestre entre un ejército sajón del Reino de Alemania y los ejércitos de los pueblos eslavos veletos y linones, que tuvo lugar el 4 de septiembre de 929 cerca de la fortaleza de Lenzen en Brandeburgo, Alemania. El ejército sajón, comandado por el conde sajón Conde Bernardo, destruyó un ejército eslavo de veletos. Este hecho marcó el fracaso de los intentos eslavos de resistir el expansionismo del rey germano Enrique I de Sajonia en el Elba.   

## Antecedentes
En el invierno de 928, Enrique I marchó contra los hevelianos, con la intención de apoderarse de su capital, Brandeburgo, ubicada en el río Havel. Los hevelianos eran aliados de los bohemios, quienes a su vez habían permitido el paso a través de su territorio a los magiares cuando estos emprendieron incursiones fallidas a los ducados alemanes de Turingia y Sajonia en 924. El sometimiento de los hevelianos formaba parte del plan de Enrique I para atacar Bohemia. A nivel estratégico, la campaña oriental de Enrique fue diseñada para construir un sistema defensivo de fortalezas en el este para rechazar más incursiones en el reino germano. Los hevelianos se desgastaron en numerosos enfrentamientos, después de los cuales Enrique sitió y capturó finalmente Brandeburgo por sorpresa.
Luego invadió las tierras del curso medio del Elba, conquistando la capital Gana después de un asedio, exterminando la guarnición y distribuyendo a las mujeres y los niños como esclavos entre sus soldados. En 929, mientras Arnulfo de Baviera invadía Bohemia desde el sur, Enrique la invadió desde el norte y marchó hacia Praga. La presencia de los ejércitos de Enrique, provocó que el duque Venceslao I se rindiera y reanudara el pago anual de tributos al monarca germano.
Para reforzar sus conquistas, los alemanes construyeron rápidamente un extenso sistema de fortificaciones entre el Saale y el Elba, que incluía una fortaleza en Meissen. Los intentos de Enrique I de imponer tributos a los veletos provocó la rebelión de los mismos y durante las hostilidades estos capturaron por asalto la estratégica fortaleza alemana de Walsleben, masacrando a la guarnición y a la población civil.
El éxito de los veletos animó a la rebelión de otros pueblos eslavos ubicados entre el Elba y el Óder rechazando el pago de tributos impuestos por Enrique y amenazando las fortificaciones alemanas que dominaban la región.

## Introducción
En respuesta a la captura de Walsleben, Enrique siguió la estrategia habitual de capturar una fortificación en territorio enemigo para reforzar su propia posición. El objetivo fijado fue la fortaleza de Lenzen, en la orilla oriental del Elba, un importante enclave de operaciones de los eslavos desde el que realizaban ataques a Sajonia. Enrique envió un ejército expedicionario sajón bajo el mando del conde Bernardo. Una vez movilizado, el ejército sajón marchó sobre Lenzen y la sitió a finales de agosto. Los sajones estaban preparados para un largo asedio. El 3 de septiembre, exploradores sajones alertaron de la proximidad de una importante fuerza eslava.

## Batalla
El 4 de septiembre, los eslavos desplegaron sus tropas de infantería frente al campamento sajón. El conde Bernardo alineó a sus infantes, pero no atacó de inmediato, en su lugar intentó una aparente retirada con sus hombres de caballería para atraer a sus oponentes.La maniobra no dio el resultado esperado. Finalmente la infantería sajona cargó contra los eslavos, que se mantuvo firme. Mientras tanto, la caballería sajona se mantuvo en reserva bajo el mando del conde Tietmaro, protegiendo los flancos de su ejército de una posible salida de la guarnición de Lenzen o de un ataque inesperado por otras fuerzas enemigas. La lucha se prolongó todo el día con cuantiosas pérdidas para ambos lados. Finalmente, la caballería sajona pudo flanquear y cargar sobre los eslavos, desbaratando su formación, provocando la ruptura de filas y la huida de sus rivales a los que infringieron una gran mortandad.

## Consecuencias
El ejército eslavo fue completamente aniquilado. A la mañana siguiente, la guarnición de Lenzen rindió la fortaleza. La falta de caballería de los eslavos fue un factor decisivo en su derrota, ya que no les proporcionó una protección efectiva de los flancos y tampoco con capacidad para amenazar a su vez los flancos de la infantería sajona.
La victoria germana en Lenzen fue total y eliminó la resistencia eslava contra el dominio alemán a lo largo del Elba durante el resto del reinado de Enrique. Después de la batalla, los lusacianos y los ucros del bajo Óder fueron sometidos y se convirtieron en tributarios en 932 y 934, respectivamente. Los ucros, sin embargo, continuaron sus ataques en la Marca del Norte, hasta su derrota en 954 por Gerón I, Margrave de la Marca Oriental Sajona . 
Viduquindo de Corvey y Tietmaro de Merseburgo fueron cronistas de estos hechos. Tietmaro perdió a dos bisabuelos en la batalla, ambos llamados Lotario (Lotario I, conde de Walbeck y  el otro Lotario II, conde de Stade).